# Dicranomyia (Dicranomyia) boniniana
Dicranomyia (Dicranomyia) boniniana is een tweevleugelige uit de familie steltmuggen (Limoniidae). De soort komt voor in het Australaziatisch gebied.